# Jean-Marie Valentin
Pour les articles homonymes, voir Valentin.
 (septembre 2011).
Jean-Marie Valentin, né à Bourg-des-Comptes le 17 octobre 1823 et mort à Paris le 8 août 1896, est un architecte et sculpteur français.

## Biographie
En 1842, Jean-Marie Valentin fréquente l’école de dessin et sculpture de Rennes. Jean-Baptiste Barré lui enseigne la sculpture, Jourgeon et Briand le dessin. L'élève est remarqué par ses maîtres qui l'incitent à poursuivre dans cette voie.
En 1845, il obtient une bourse de la ville de Rennes. À Paris, il recherche un atelier ou une école. En attendant, il travaille avec François Lanno, un sculpteur rennais rencontré et installé dans la capitale.
Jean-Marie Valentin fréquente plusieurs ateliers dont ceux de James Pradier, François Rude, Jules Ramey et Auguste Dumont à l’École des beaux-arts de Paris. Son choix se fixe sur l'atelier de Rude. Ce dernier écrit en juillet 1845 : « M. Valentin, élève sculpteur a des dispositions heureuses, qu'il est laborieux et en vie de progrès… »[réf. nécessaire]
Au sortir de l'atelier, il étudie chez lui l'anatomie, l'histoire, les lettres, le grec et surtout le latin. Il fait également de longues visites dans les musées. Vers 1850, il revient se fixer à Rennes et se spécialise dans le mobilier religieux.
Sa première grande œuvre est probablement la chaire érigée dans l'église Sainte-Croix de Saint-Malo, offerte par l'empereur Napoléon III lors de son passage en Bretagne en 1858.
Il sculpte de nombreux autels, maîtres autels, chaires, statues, groupes et des monuments à la mémoire des prélats et curés, en particulier ceux de M. Aubrée à Vitré, M. Huchet à Saint-Malo, M. Fourré à La Guerche-de-Bretagne, M. Meslé à Notre-Dame-en-Saint-Melaine à Rennes, Saint-Jean-Eudes à Caen, le cardinal Brossay Saint-Marc à la cathédrale Saint-Pierre de Rennes ainsi que celui de Mgr Gonindard, terminé après sa mort en 1897 par ses fils.
Le Tombeau de Saint-Yves à Tréguier est sa plus grande œuvre, qui lui valut une mention honorable au Salon des artistes français de 1888 .
Jean-Marie Valentin meurt le 8 août 1896.